# Рива Лигуре
Рѝва Лѝгуре (на италиански: Riva Ligure; на лигурски: Riva, Рива) е малко пристанищно градче и община в Северна Италия, провинция Империя, регион Лигурия. Разположено е на брега на Лигурско море, на лигурското Западно крайбрежие. Населението на общината е 2860 души (към 2011 г.).